# Gérardmer
Gérardmer – miejscowość i gmina we Francji, w regionie Grand Est, w departamencie Wogezy.
Według danych na rok 1990 gminę zamieszkiwało 8 951 osób, a gęstość zaludnienia wynosiła 163 osoby/km² (wśród 2335 gmin Lotaryngii Gérardmer plasuje się na 39. miejscu pod względem liczby ludności, natomiast pod względem powierzchni na miejscu 6.).

## Współpraca
Miejscowość partnerska:
- Le Locle, Szwajcaria
- Waremme, Belgia